# Nueva Zelanda en los Juegos Olímpicos de Múnich 1972
Nueva Zelanda estuvo representada en los Juegos Olímpicos de Múnich 1972 por un total de 89 deportistas que compitieron en 14 deportes.  
El portador de la bandera en la ceremonia de apertura fue el atleta Les Mills.

## Medallistas
El equipo olímpico neozelandés obtuvo las siguientes medallas:
| Nombre | Deporte   | Competición                |
| --- | --------- | -------------------------- |
| Oro |           |                            |
| Anthony Hurt Gerard Veldman Richard Joyce John Hunter Lindsay Wilson Athol Earl Trevor Coker Gary Robertson Simon Dickie (t) | Remo      | Ocho con timonel (M8+) M   |
| Plata |           |                            |
| Richard Tonks Dudley Storey Ross Collinge Noel Mills                                                                         | Remo      | Cuatro sin timonel (M4-) M |
| Bronce |           |                            |
| Rodney Dixon | Atletismo | 1500 m M                   |